# Kommunistische Partei Kampucheas
Die Kommunistische Partei Kampucheas (Khmer បក្សកុម្មុយនីស្តកម្ពុជា; englisch Communist Party of Kampuchea, CPK; französisch Parti communiste du Kampuchéa, PCK), auch Kommunistische Partei der Khmer (Khmer បក្សកុម្មុយនីស្តខ្មែរ; englisch Khmer Communist Party, KCP), war eine kommunistische Partei in Kambodscha. 
Sie wurde 1960 in Phnom Penh mit dem Namen Arbeiterpartei Kampucheas gegründet. Als Vorgängerpartei gilt die 1951 als Ableger der Indochinesischen Kommunistischen Partei gegründete Revolutionäre Volkspartei der Khmer. 1971 gab sie sie sich den Namen Kommunistische Partei Kampucheas. Die Umbenennung wurde zuerst geheim gehalten. Ihr Anführer war ab 1962 Pol Pot, ihre Anhänger wurden allgemein als Rote Khmer bekannt. 
Die Partei wirkte während des größten Teils ihres Bestehens im Untergrund. Sie übernahm 1975 die Macht im Land und gründete den Staat Demokratisches Kampuchea. Nach einer Zeit des Massenmordes verlor die Partei 1979 die Macht nach der Invasion der vietnamesischen Streitkräfte und der Gründung der Volksrepublik Kampuchea durch ehemalige Rote Khmer, die sich vom Pol-Pot-Regime losgesagt hatten. Die Partei wurde offiziell 1981 aufgelöst, worauf die Partei des Demokratischen Kampuchea ihre Nachfolge antrat. 

## Geschichte

### Gründung der Vorgängerpartei, erste Abspaltungen von dieser
Die Vorgängerpartei Revolutionäre Volkspartei der Khmer (französisch Parti révolutionnaire du peuple khmer, PRPK) wurde 1951 gegründet, nachdem die Indochinesische Kommunistische Partei (PCI) in eine kambodschanische, eine laotische und eine vietnamesische kommunistische Partei aufgeteilt worden war. Die Entscheidung, eine eigene kambodschanische kommunistische Partei zu bilden, war auf dem PCI-Kongress im Februar desselben Jahres getroffen worden. Verschiedene Quellen geben unterschiedliche Daten für die genaue Gründung und den ersten Kongress der Partei an. Sơn Ngọc Minh wurde zum amtierenden Vorsitzenden der Partei ernannt. Der Parteitag wählte kein komplettes Zentralkomitee, sondern bestimmte stattdessen ein Parteikomitee für die Propagierung und die Gründung. Die PCI war stark von Vietnamesen dominiert worden, und die PRPK wurde in ihrer Anfangsphase aktiv von der vietnamesischen Partei unterstützt. Um die Abhängigkeit von Vietnam im gemeinsamen Kampf gegen die französische Kolonialherrschaft auszublenden, wurde die Geschichte der Partei später umgeschrieben und 1960 als Gründungsjahr angegeben.
In der Version der Parteigeschichte des Demokratischen Kampuchea stellte das Versäumnis der Viet Minh, eine politische Rolle für die PRPK auf der Genfer Konferenz von 1954 auszuhandeln, einen Verrat an der kambodschanischen Bewegung dar, die immer noch weite Teile des Landes kontrollierte und mindestens 5000 Soldaten befehligte. Im Anschluss an die Konferenz unternahmen etwa 1000 Mitglieder der PRPK, darunter Sơn Ngọc Minh, einen Langen Marsch nach Nordvietnam, wo sie im Exil blieben. Ende 1954 gründeten die in Kambodscha Verbliebenen eine legale politische Partei, die Krom Pracheachon, die an den Wahlen zur Nationalversammlung 1955 und 1958 teilnahm. Bei den Wahlen im September 1955 gewann sie etwa 4 % der Stimmen, erhielt jedoch keinen Sitz im Parlament. Die Mitglieder der Krom Pracheachon waren ständigen Schikanen und Verhaftungen ausgesetzt, weil die Partei außerhalb von Sihanouks Bewegung Sangkum blieb. Angriffe der Regierung verhinderten die Teilnahme an den Wahlen von 1962 und zwangen die Partei in den Untergrund. Es wird angenommen, dass der Entscheid von Krom Pracheachon, Kandidaten für die Wahl zu stellen, von der inzwischen in Workers Party of Kampuchea (WPK) umbenannten Partei nicht genehmigt worden war. Sihanouk beschimpfte die kambodschanischen Kommunisten regelmäßig als „Rote Khmer“, ein Begriff, der später die Kommunistische Partei und ihre Anhänger sowie den von Pol Pot, Nuon Chea, Ieng Sary, Khieu Samphan und ihren Anhängern geführten Staat Demokratisches Kampuchea bezeichnete.
Mitte der fünfziger Jahre traten zwei PRPK-Faktionen in Erscheinung, das „städtische Komitee“ (angeführt von Tou Samouth) und das „ländliche Komitee“ (angeführt von Sieu Heng). Diese Gruppen vertraten grundsätzliche divergierende revolutionäre Linien. Die vorherrschende „städtische“ Linie, die von Nordvietnam unterstützt wurde, erkannte, dass Sihanouk aufgrund seines Erfolges beim Kampf um Unabhängigkeit von den Franzosen ein angesehener nationaler Führer war, dessen Neutralität und tiefes Misstrauen gegenüber den Vereinigten Staaten ihn zu einem wertvollen Trumpf in Hanois Kampf machte, Südvietnam zu „befreien“. Die Führer dieser Linie hofften, dass der Prinz überzeugt werden könnte, sich vom rechten Flügel zu distanzieren und linke Politik anzunehmen. Die andere Linie, die größtenteils von ländlichen Kadern unterstützt wurde, die mit der harten Realität des Landes vertraut waren, befürwortete einen sofortigen Kampf, um den „feudalistischen“ Sihanouk zu stürzen. 1959 lief Sieu Hang zur Regierung über und stellte den Sicherheitskräften Informationen zur Verfügung, die es ihnen ermöglichten, bis zu 90 % des ländlichen Apparats der Partei zu zerstören. Obwohl die kommunistischen Netzwerke in Phnom Penh und in anderen Städten unter der Führung von Tou Samouth besser widerstanden, blieben bis 1960 nur ein paar hundert Kommunisten im Land aktiv.

### Die Pariser Studentengruppe
In den 1950er Jahren organisierten Khmer-Studenten in Paris eine eigene kommunistische Bewegung, die wenig oder gar keine Verbindung zu der hart umkämpften Partei in ihrer Heimat hatte. Aus ihren Reihen kamen die Männer und Frauen, die in den 1960er Jahren nach Hause zurückkehrten und den Parteiapparat übernahmen, von 1968 bis 1975 einen erfolgreichen Aufstand gegen Sihanouk und Lon Nol führten und das Regime des Demokratischen Kampuchea etablierten.
Pol Pot, der in den 1960er Jahren zum Führer der kommunistischen Bewegung aufstieg, wurde 1928 (einige Quellen nennen 1925) in der Provinz Kampong Thom, nordöstlich von Phnom Penh, geboren. Er besuchte ein technisches Gymnasium in der Hauptstadt und ging 1949 nach Paris, um Radioelektronik zu studieren (andere Quellen behaupten, er habe eine Schule für Drucker und Schriftsetzer besucht und auch Bauingenieurwesen studiert).
Weitere Mitglieder der Pariser Studentengruppe waren Ieng Sary, Khieu Samphan, Hou Yuon, Son Sen und Hu Nim. Ieng war ein chinesischstämmiger Khmer, der 1930 in Südvietnam geboren worden war. Er besuchte das elitäre Lycée Sisowath in Phnom Penh, bevor er Kurse für Handel und Politik am Institut d’Études Politiques de Paris (besser bekannt als Sciences Po) in Frankreich belegte. Khieu, der als „einer der brillantesten Intellektuellen seiner Generation“ galt, wurde 1931 geboren und spezialisierte sich während seiner Pariser Zeit auf Wirtschaft und Politik. Hou, geboren 1930, der Wirtschaft und Recht studierte, stand ihm wenig nach. Son, Jahrgang 1930, studierte Pädagogik und Literatur, Hu, geboren 1932, Jura.
Die meisten Mitglieder der Pariser Studentengruppe stammten von Landbesitzer- oder Beamtenfamilien. Drei der Pariser Gruppe gründeten eine Verbindung, die Jahre des revolutionären Kampfes und der innerparteilichen Konflikte überlebte. Pol Pot und Ieng Sary heirateten Khieu Ponnary bzw. Khieu Thirith (auch bekannt als Ieng Thirith), angeblich Verwandte von Khieu Samphan. Diese zwei gut ausgebildeten Frauen spielten ebenfalls eine zentrale Rolle im Regime des Demokratischen Kampuchea.
Irgendwann zwischen 1949 und 1951 schlossen sich Pol Pot und Ieng Sary der Kommunistischen Partei Frankreichs an. 1951 gingen die beiden nach Ost-Berlin, um an einem Jugendfest teilzunehmen. Diese Erfahrung gilt als Wendepunkt in ihrer ideologischen Entwicklung. Nachdem sie sich mit Kambodschanern getroffen hatten, die mit den Viet Minh gekämpft hatten (und die sie später als zu unterwürfig gegenüber den Vietnamesen ansahen), waren sie überzeugt, dass nur eine streng disziplinierte Parteiorganisation und die Bereitschaft zum bewaffneten Kampf eine Revolution auslösen könnten. Sie wandelten die Khmer Students’ Association (KSA), zu der die meisten der etwa 200 Khmer-Studenten in Paris gehörten, in eine Organisation für nationalistische und linke Ideen um. Innerhalb der KSA und ihrer Nachfolgeorganisationen gab es eine geheime Organisation, den Cercle Marxiste. Sie bestand aus Zellen von drei bis sechs Mitgliedern, wobei die meisten Mitglieder nichts über die Gesamtstruktur der Organisation wussten. Im Jahr 1952 erlangten Pol Pot, Hou Yuon, Ieng Sary und andere Linke einige Bekanntheit, weil sie einen offenen Brief an Sihanouk sandten, in dem sie ihn den Mörder der jungen Demokratie nannten. Ein Jahr später verboten die französischen Behörden die KSA. Im Jahr 1956 halfen Hou Yuon und Khieu Samphan jedoch beim Aufbau einer neuen Gruppe, der Khmer Students’ Union. Im Inneren wurde diese Gruppe immer noch vom Cercle Marxiste geleitet.
Die von Hou Yuon und Khieu Samphan verfassten Dissertationen vertreten Thesen, die später zu Eckpfeilern der Politik des Demokratischen Kampuchea werden sollten. Hou Yuon wies in seiner 1955 erschienenen Dissertation „Die kambodschanischen Bauern und ihre Aussichten auf Modernisierung“ auf die zentrale Rolle der Bauern bei der nationalen Entwicklung hin und stellte die herkömmliche Ansicht, Urbanisierung und Industrialisierung seien notwendige Vorläufer der Entwicklung, in Frage. Hauptargument in Khieu Samphans Dissertation von 1955, „Kambodschas Wirtschaft und industrielle Entwicklung“, war, dass das Land eigenständig werden und seine wirtschaftliche Abhängigkeit von der entwickelten Welt beenden müsse. Generell spiegelte Khieus Arbeit den Einfluss eines Zweiges der Schule der Dependenztheorie wider, die die wirtschaftliche Vorherrschaft der Industrieländer für den Mangel an Entwicklung in der Dritten Welt verantwortlich machte.

### Geheime Untergrundbewegung in Phnom Penh
Nach seiner Rückkehr nach Kambodscha im Jahr 1953 kümmerte sich Pol Pot intensiv um die Parteiarbeit der Revolutionäre Volkspartei der Khmer. Zuerst schloss er sich Kräften an, die mit den Viet Minh in den ländlichen Gebieten der Provinz Kampong Cham verbündet waren. Nach dem Ende des Indochinakrieges zog er nach Phnom Penh unter Tou Samouts „städtisches Komitee“, wo er zu einer wichtigen Kontaktstelle zwischen legalen linken Parteien und der geheimen kommunistischen Untergrundbewegung wurde. Seine Genossen Ieng Sary und Hou Yuon wurden Lehrer an einer neuen Privatschule, dem Lycée Kambuboth, das von Hou Yuon gegründet worden war. Khieu Samphan kehrte 1959 aus Paris zurück, lehrte an der juristischen Fakultät der Universität von Phnom Penh und gründete die französischsprachige, linke Publikation L’Observateur. Die Zeitung erlangte in Phnom Penhs kleinem akademischem Kreis bald Ansehen. Im folgenden Jahr schloss die Regierung die Zeitung, und Sihanouks Polizei demütigte Khieu öffentlich, indem sie ihn in der Öffentlichkeit schlug, auszog und fotografierte – wie William Shawcross bemerkt, „nicht die Art von Erniedrigung, die Männer vergeben oder vergessen“. Trotzdem hat Khieu die Zusammenarbeit mit Sihanouk befürwortet, um eine Einheitsfront gegen die Aktivitäten der Vereinigten Staaten in Südvietnam zu fördern. Khieu Samphan, Hou Yuon und Hu Nim waren gezwungen, mit dem System zusammenzuarbeiten, indem sie sich Sihanouks Sangkum anschlossen und Posten in der Regierung des Prinzen annahmen.

### Neuausrichtung, Neugründung in Phnom Penh
Vom 28. bis 30. September 1960 veranstalteten einundzwanzig Führer der PRPK einen geheimen Kongress in einem freien Raum des Bahnhofs von Phnom Penh. Schätzungsweise 14 Delegierte vertraten die „ländliche“ Faktion, 7 die „städtische“. Dieses zentrale Ereignis gibt der historischen Forschung noch immer Rätsel auf, denn sein Ausgang wurde zu einem Streitgegenstand (und einer beträchtlichen historischen Neufassung) zwischen provietnamesischen und antivietnamesischen kommunistischen Gruppen der Khmer. Bei diesem Treffen wurden die noch im Land bestehenden Strukturen der Revolutionäre Volkspartei der Khmer in Workers Party of Kampuchea (WPK) umbenannt und eine neue Parteistruktur angenommen. Die Frage Kooperation mit oder Widerstand gegen Sihanouk wurde intensiv diskutiert. Erstmals wurde ein permanentes Zentralkomitee (ZK) mit Tou Samouth als Generalsekretär der Partei gebildet, der eine Politik der Zusammenarbeit mit Sihanouk befürwortete. Sein Verbündeter Nuon Chea (auch bekannt als Long Reth) wurde stellvertretender Generalsekretär, Pol Pot und Ieng Sary wurden ins Zentralkomitee auf die dritt- und fünfthöchste Position in der Parteihierarchie berufen. Ein weiteres ZK-Mitglied war der kommunistische Veteran Keo Meas. Im Demokratischen Kampuchea wurde dieses Treffen später als das Gründungsdatum der Partei bezeichnet, um die Politik der Partei vor dem Aufstieg von Pol Pot zur Führung bewusst herunterzuspielen.
Am 20. Juli 1962 wurde Tou Samouth von der kambodschanischen Regierung ermordet. Im Februar 1963, auf dem zweiten Kongress der WPK, wurde Pol Pot als Nachfolger von Tou Samouth zum Generalsekretär der Partei ernannt. Tous Verbündete, Nuon Chea und Keo Meas, wurden aus dem Zentralkomitee entfernt und durch Son Sen und Vorn Vet ersetzt. Von da an kontrollierten Pol Pot und seine loyalen Genossen aus der Pariser Studentenzeit das Parteizentrum und verdrängten ältere Veteranen, die sie für zu vietnamfreundlich hielten.

### Aufstand im ländlichen Kambodscha
Im Juli 1963 verließen Pol Pot und die meisten Mitglieder des Zentralkomitees Phnom Penh, um eine Basis für einen Aufstand in der Provinz Ratanakiri im Nordosten des Landes zu bilden. Pol Pot war kurz zuvor auf eine Liste von 34 Kommunisten gesetzt worden, die Sihanouk zwingen wollte, der Regierung beizutreten und Erklärungen zu unterschreiben, dass er der alleinige mögliche legitime Führer des Landes sei. Pol Pot und Chou Chet waren die einzigen auf der Liste, die der Aktion entkommen konnten. Alle anderen stimmten der Zusammenarbeit mit der Regierung zu und wurden danach rund um die Uhr von der Polizei beobachtet.
Mitte der 1960er Jahre schätzte das US-Außenministerium die Zahl der Parteimitglieder auf ungefähr 100.
Die Region, in die Pol Pot und seine Anhänger zogen, war von einer Minderheit, den Khmer Loeu, bewohnt, deren brüske Behandlung (einschließlich Umsiedlung und Zwangsassimilation) durch die Zentralregierung sie zu willigen Rekruten für einen Guerillakampf machte. Im Jahr 1965 begab sich Pol Pot auf einen mehrmonatigen Besuch nach Nordvietnam und China. Man nimmt an, dass er in China ausgebildet wurde, was sein Ansehen bei der Rückkehr in die befreiten Gebiete der WPK gehoben haben dürfte. Trotz freundschaftlicher Beziehungen zwischen Sihanouk und den Chinesen hielten diese Pol Pots Besuch vor Sihanouk geheim. 1971 benannte sich die Partei in Kommunistische Partei Kampucheas (KPK) um. Die Änderung des Namens wurde strengstens geheim gehalten. Untergeordnete Mitglieder der Partei und sogar die Vietnamesen wurden vorerst nicht darüber informiert, und die Mitglieder erst viele Jahre später. Die Parteiführung billigte den bewaffneten Kampf gegen die Regierung Sihanouk. Im Jahr 1967 wurden von der KPK mehrere kleinere Versuche für einen Aufstand unternommen, die jedoch wenig Erfolg hatten. (Siehe Samlaut-Aufstand)
1968 begannen die Roten Khmer einen landesweiten Aufstand in ganz Kambodscha. Obwohl Nordvietnam nicht über den Entscheid informiert worden war, boten seine Truppen den Roten Khmer nach Beginn des Aufstands Schutz und Waffen. Die Guerilla-Streitkräfte der Partei wurden Kambodschanische Revolutionsarmee genannt. Die vietnamesische Unterstützung für den Aufstand verunmöglichte es der ineffizienten und schlecht motivierten königlichen kambodschanischen Armee, erfolgreich dagegen vorzugehen.

### Aufstieg zur Macht

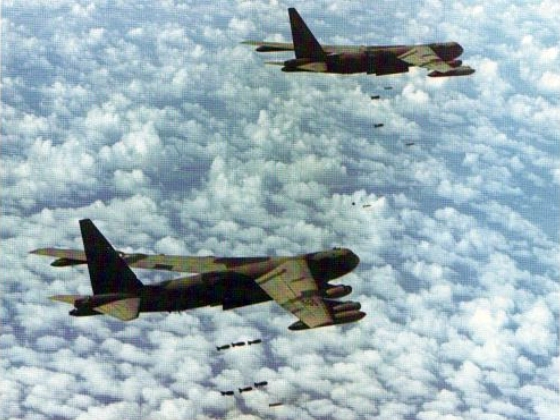
B52-Bomber beim Abwurf

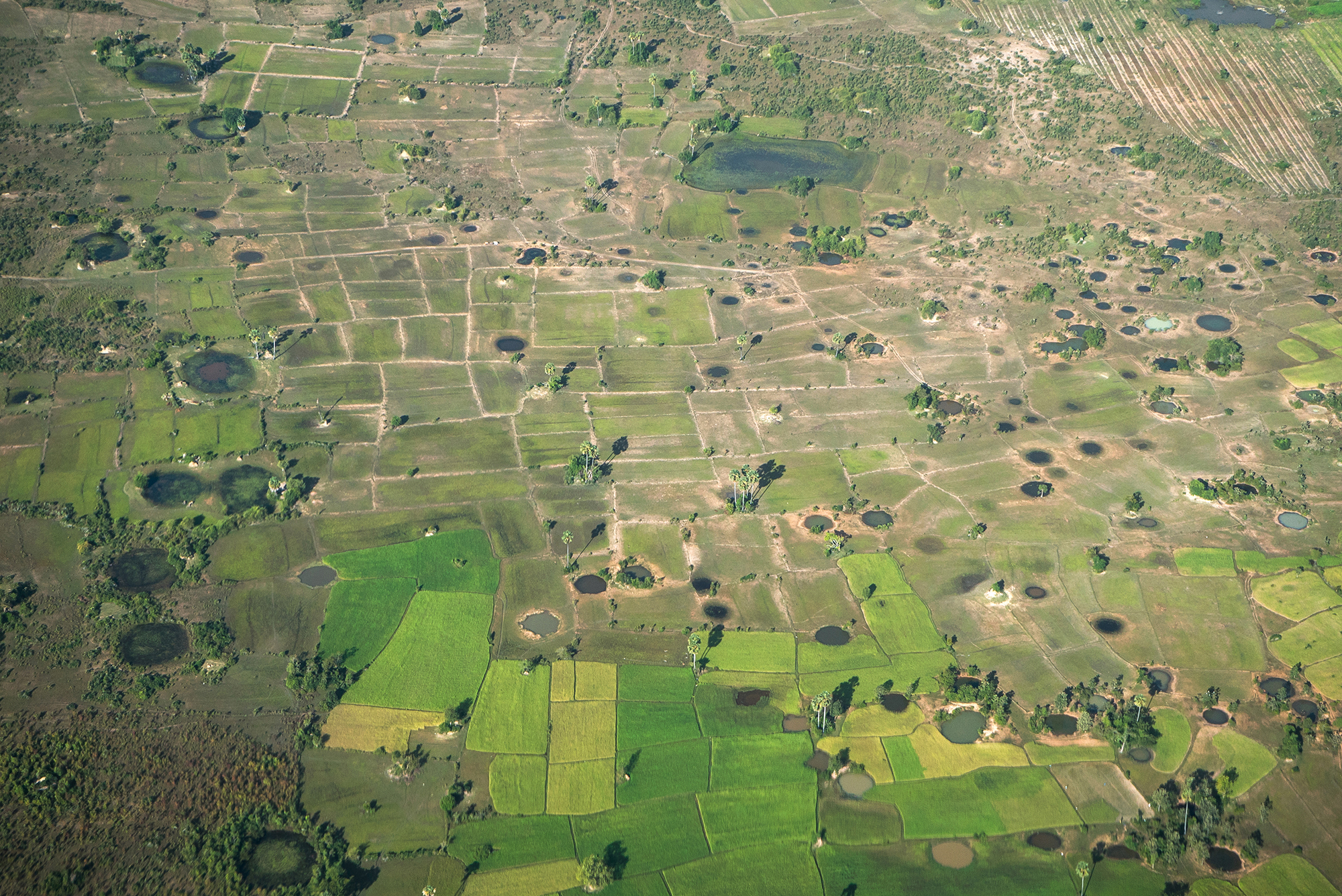
Bombenkrater in Kambodscha

Die Kommunistische Partei Khmer gewann an politischer Attraktivität bei der Bevölkerung aufgrund der Absetzung von Sihanouk als Staatsoberhaupt im Jahr 1970 durch Premierminister Lon Nol mit Unterstützung der Nationalversammlung. Sihanouk, der sich im Exil in Peking aufhielt, verbündete sich mit der Kommunistischen Partei Kampucheas und wurde zum nominellen Führer der von den Roten Khmer dominierten Exilregierung GRUNK (frz. für Gouvernement royal d’union nationale du Kampuchéa), die von der Volksrepublik China unterstützt wurde. Die Popularität Sihanouks im ländlichen Kambodscha erlaubte es den Roten Khmer, ihre Macht und ihren Einfluss so weit auszudehnen, dass sie 1973 de facto die Kontrolle über die Mehrheit des kambodschanischen Territoriums ausübten, das allerdings nur eine Minderheit seiner Bevölkerung umfasste.
Der Zusammenhang zwischen den massiven Bombenangriffen auf Kambodscha durch die Vereinigten Staaten und dem Wachstum der Roten Khmer durch Rekrutierung und Unterstützung der Bevölkerung ist ein umstrittenes Thema der historischen Forschung. Für einige Historiker ist die Interventions- und Bombenkampagne der USA von 1965 bis 1973 ein wichtiger Faktor, der zu einer verstärkten Unterstützung der Kommunistischen Partei durch die kambodschanischen Bauern geführt habe. Der Biograph Pol Pots David P. Chandler argumentiert jedoch, dass die Bombardierung lediglich „die Wirkung hatte, die die Amerikaner wollten – sie brach die kommunistische Einkreisung von Phnom Penh“. Peter W. Rodman und Michael Lind vertreten die These, dass die US-Intervention Kambodscha 1970 und 1973 vor dem Zusammenbruch gerettet habe. Craig Etcheson stimmt zu, dass es „unhaltbar“ sei zu behaupten, die US-Intervention habe den Sieg der Roten Khmer verursacht. Er räumt ein, dass sie möglicherweise eine untergeordnete Rolle bei der Verstärkung der Rekrutierung für die Aufständischen gespielt habe. William Shawcross ist hingegen der Meinung, dass die US-Bombardierung und Bodeninvasion Kambodscha in das Chaos stürzte, das Sihanouk in jahrelanger Arbeit zu vermeiden versucht hatte. Nach offiziellen Angaben der kambodschanischen Regierung wurden 520.000 Kambodschaner als Flüchtlinge vor den Bombenangriffen registriert. Die Regierung ging von 200.000 unregistrierten Flüchtlingen aus. Ben Kiernan schrieb, dass ein Berater des US-Kongresses die Anzahl der Flüchtlinge vor den Bombenangriffen auf 3 Millionen Menschen schätzte. Phnom Penh wurde zu einem riesigen Flüchtlingslager. Die Bevölkerung stieg von 600.000 auf 2,5 Millionen.
Die Kader der Kommunistischen Partei nutzten die Bombenangriffe geschickt aus. Sie behaupteten, alle Angriffe seien von der Regierung Lon Nol angeordnet worden. Um die Bombenangriffe zu beenden, müsse die Regierung von Lon Nol gestürzt werden und Prinz Norodom Sihanouk wieder an die Macht gelangen. Der schnellste Weg sei es, wenn alle der Partei beiträten und für sie kämpften. Auch gab es viele Vorkommnisse, wo Regierungssoldaten der Republik und von Südvietnam nach einem Bombenangriff ein Dorf einnahmen, um Vieh und andere Wertgegenstände der geflohenen Bewohner zu stehlen. Nur aus diesem Grund hätten sie Luftunterstützung angefordert. Die Partei propagierte solche Zwischenfälle und erhielt dadurch gewaltigen Zuspruch. Anderseits wurde Gegnern der Kommunisten vorgeworfen, sie hätten als CIA oder Regierungsagenten die Flugzeuge angefordert. Viele wurden nach Angriffen verhaftet oder getötet. Auch gelang es den radikalen Kräften innerhalb der Partei, die Oberhand zu gewinnen. Ohne die Bombenangriffe hätte sich die Partei nicht dermaßen radikalisiert. Moderate Kräfte wie der Distriktvorsteher von Ko Kong Prasith oder Führer wie Chou Chet und Phouk Chhay wären vielleicht ohne die Bombenangriffe am Leben geblieben. Die Geschichte wäre anders verlaufen.

## Die Kommunistische Partei an der Macht
Die Führung der Kommunistischen Partei blieb von den 1960er bis Mitte der 1990er Jahre weitgehend unverändert. Die Führer kamen überwiegend aus Mittelklasse-Familien und waren in französischen Universitäten ausgebildet worden.
Der Ständige Ausschuss des Zentralkomitees der Kommunistischen Partei („Parteizentrum“) während deren Zeit an der Macht bestand aus:
- Bruder Nr. 1: Pol Pot (Saloth Sar), Generalsekretär der Kommunistischen Partei Kampucheas (KPK) 1962–1981, Premierminister des Demokratischen Kampuchea 1976–1979
- Bruder Nr. 2: Nuon Chea (Long Bunruot), stellvertretender Generalsekretär (KPK), Präsident der Volksversammlung
- Bruder Nr. 3: Ieng Sary (Kim Trang), stellvertretender Premierminister, Minister für auswärtige Angelegenheiten 1975–1979
- So Phim (So Vanna): Sekretär der Ostzone 1954–1978 (KPK), Erster Vizepräsident Staatspräsidium
- Vorn Vet (Penh Thuok): stellvertretender Premierminister, Wirtschaftsminister 1976–1978
- Ros Nhim (Moul Sambath): Sekretär Nordwestzone (KPK), Zweiter Vizepräsident, Staatspräsidium
- Ta Mok (Chhit Chhoeun, Ek Choeun): Sekretär Südwestzone (KPK), Führer der Nationalen Armee; letzter Führer der Roten Khmer
- Son Sen (Khieu): Sicherheit (KPK), stellvertretender Premierminister, Verteidigungsminister
- Khieu Samphan (Hem): Präsident des ZK (KPK), Präsident des Staatspräsidiums (Staatsoberhaupt)

Einmal an der Macht, führten die Kommunistische Partei ein radikales Programm durch, das die Isolierung des Landes von fremdem Einfluss, die Schließung von Schulen, Krankenhäusern und Fabriken, die Abschaffung von Bank- und Finanzwesen und der Währung, das Verbot aller Religionen, die Beschlagnahme allen Privateigentums und die Versetzung der Menschen aus städtischen Gebieten zu kollektiven Bauernhöfen, in denen gewöhnlich Zwangsarbeit herrschte, umfasste. Der Zweck dieser Politik war es, professionelle und urbane Kambodschaner, das heißt den „alten Menschen“, durch landwirtschaftliche Arbeit in den „neuen Menschen“ zu verwandeln. Ziel war die Entwicklung einer auf dem Export von Reis basierenden Wirtschaft, um später die Industrie zu entwickeln. Die Partei führte den Slogan: „Wenn wir Reis haben, können wir alles haben.“ Dieses Programm mündete in den Genozid in Kambodscha, bei dem je nach Schätzung bei einer Gesamtbevölkerung von ungefähr acht Millionen zwischen 750.000 und mehr als zwei Millionen Kambodschaner durch Hinrichtung in den Killing Fields, Zwangsarbeit, Hunger und mangelhafte medizinische Versorgung ums Leben kamen.
In Phnom Penh und anderen Städten sagten die Kommunistische Partei den Bewohnern, dass sie nur an Orte „zwei oder drei Kilometer“ außerhalb der Stadt verlegt würden und in „zwei oder drei Tagen“ zurückkehren könnten. Augenzeugen berichteten, man habe ihnen gesagt, sie würden evakuiert, weil eine „Bombardierung durch die Amerikaner drohe“, und dass sie ihre Häuser nicht verriegeln müssten, da die Kommunistische Partei sich „um alles kümmern“ werde, bis sie zurückkehrten. Dies waren nicht die ersten Evakuierungen der Zivilbevölkerung durch die Roten Khmer. Ähnliche Evakuierungen von Besitzlosen gab es seit den frühen 1970er-Jahren, allerdings in weit geringerem Umfang. So wurde die Stadt Kratie bereits 1973 evakuiert, die Bewohner ins Umland umgesiedelt, die Märkte geschlossen. Privater Besitz wie Autos und Motorräder wurden verboten. Im September 1973 gelang fast die Einnahme von Kampong Cham. Während ihres Rückzugs aus der Stadt verschleppten die Roten Khmer 15.000 Bewohner.
Die Kommunistische Partei versuchte, Kambodscha in eine klassenlose Gesellschaft zu verwandeln, indem sie Städte entvölkerte und die Stadtbevölkerung durch brutale totalitäre Methoden in landwirtschaftliche Kommunen zwang. Die gesamte Bevölkerung wurde genötigt, zu Bauern in Arbeitslagern zu werden. Während ihrer vier Jahre an der Macht haben die Roten Khmer die Bevölkerung ausgelaugt und ausgehungert. Gleichzeitig exekutierten sie bestimmte Gruppen (einschließlich Intellektuelle), von denen sie annahmen, sie könnten den neuen Staat unterminieren, und töteten viele andere sogar für geringfügige Regelverstöße.
In den 1970er-Jahren und besonders nach Mitte 1975 wurde die Partei von Fraktionskämpfen durchgeschüttelt. Es gab sogar bewaffnete Versuche, Pol Pot zu stürzen. Die daraus resultierenden Säuberungsaktionen erreichten 1977 und 1978 einen Höhepunkt, als Tausende, darunter einige wichtige KPK-Führer, hingerichtet wurden. Die ältere Generation von Kommunisten, die verdächtigt wurden, Verbindungen zu oder auch nur Sympathien für Vietnam zu haben, standen besonders im Fokus der Führung um Pol Pot.

### Die Angka
Etwa während zweier Jahre nach der Machtübernahme durch die KPK bezeichnete sie sich selbst als Angka (khm. អង្គការ; ausgesprochen angkah; dt. „die Organisation“). Am 29. September 1977 erklärte Pol Pot jedoch öffentlich in einer fünfstündigen Rede, dass hinter der Bezeichnung die KPK stehe. Er enthüllte damit den wahren Charakter der höchsten Autorität in Kambodscha, einer obskuren herrschenden Körperschaft, die bislang geheim gehalten worden war.
Die KPK wirkte während ihres gesamten Bestehens unter größter Geheimhaltung. Vor 1975 war dies für das Überleben der Partei notwendig, aber Pol Pot und seine engsten Verbündeten führten die Geheimhaltung auch danach weiter, um während ihrer ersten zwei Jahre an der Macht ihre Position gegenüber den von ihnen vermuteten inneren Feinden zu festigen. Die Enthüllung der Existenz der KPK, kurz bevor Pol Pot nach Peking reisen sollte, kam aufgrund des Drucks Chinas auf die Führer der Roten Khmer zustande, ihre wahre politische Identität zu einer Zeit anzuerkennen, in der sie zunehmend auf Chinas Hilfe gegen die Bedrohung durch Vietnam angewiesen waren. Dementsprechend behauptete Pol Pot in seiner Rede, dass die Gründung der KPK 1960 erfolgt sei, und betonte ihre eigene Identität gegenüber dem vietnamesischen Kommunismus. Die Geheimhaltung betraf insbesondere auch Pol Pot selbst. Anders als die meisten kommunistischen Führer war er nicht Gegenstand eines offenen Personenkultes. Es dauerte fast ein Jahr nach der Machtübernahme, bis bestätigt wurde, dass er Saloth Sar war, der lange Zeit als Generalsekretär der KPK genannt worden war.

## Der Fall der Kommunistischen Partei
Im Dezember 1978 verschlechterten sich die Beziehungen zwischen Kambodscha und Vietnam aufgrund des mehrjährigen Grenzkonflikts und der Flut von Flüchtlingen aus Kambodscha. Pol Pot befürchtete einen vietnamesischen Angriff und ordnete einen vorsorglichen Angriff auf Vietnam an. Seine kambodschanischen Truppen überschritten die Grenze und plünderten nahe gelegene Dörfer. Trotz chinesischer Hilfe wurden diese kambodschanischen Kräfte von den Vietnamesen zurückgeschlagen.
Anfang 1979 führte eine provietnamesische Gruppe von KPK-Dissidenten unter der Leitung von Pen Sovan in der Nähe der vietnamesischen Grenze einen Kongress durch, den sie „Dritten Parteikongress“ nannten (und damit die Parteikongresse von 1963, 1975 und 1978 nicht als legitim anerkannten). Zusammen mit Heng Samrin war Pen Sovan eines der führenden Gründungsmitglieder der Nationale Einheitsfront für die Rettung Kampucheas (frz. Front uni national pour le salut du Kampuchéa, FUNSK), einer heterogenen Sammlung von Regimekritikern, darunter auch Überläufern der Roten Khmer, die eine Invasion durch Vietnam zum Sturz der Roten Khmer befürworteten. Der Kongress führte zur Abspaltung der Gruppe von der KPK unter dem Namen Kampucheanische Revolutionäre Volkspartei (seit 1991 die heute regierende Kambodschanische Volkspartei, CPP).
Die vietnamesischen Truppen drangen zusammen mit der FUNSK in Kambodscha ein und eroberten Phnom Penh am 7. Januar 1979. Die von Pen Sovan geführte Partei wurde als Regierungspartei der neuen Volksrepublik Kampuchea (VRK) eingesetzt. Die von Pol Pot geführte KP Kampucheas zog ihre Truppen nach Westen in ein Gebiet in der Nähe der thailändischen Grenze zurück. Unter inoffiziellem Schutz der thailändischen Armee begannen sie einen Guerillakrieg gegen die VRK-Regierung. Die Partei gründete im September 1979 die Patriotische und Demokratische Front der Großen Nationalen Union von Kampuchea als Einheitsfront, um die VRK und die Vietnamesen zu bekämpfen. Die Front wurde von Khieu Samphan angeführt. Im Dezember 1979 wurden die von den ehemaligen Nationalen Befreiungstruppen unter dem Kommando der Partei verbliebenen Streitkräfte in Nationalarmee des Demokratischen Kampuchea umbenannt. 1981 wurde die Partei aufgelöst und durch die Partei des Demokratischen Kampuchea ersetzt.